# Madeleine Will
Pour les articles homonymes, voir Will.
Madeleine Will est une organiste, compositrice et pédagogue française née le 1er novembre 1910 à Mulhouse et morte dans la même ville le 1er janvier 2012.

## Biographie
Madeleine Will naît le 1er novembre 1910 à Mulhouse,, au sein d'une famille protestante mélomane : son père est médecin mais a étudié la musique avec Hanz Pfitzner et dirige des chorales et la Société d'orchestre de la ville. Son grand frère est l'historien Édouard Will.   
Elle se forme aux conservatoires de Mulhouse et de Bâle, où elle travaille l'orgue auprès d'Adolphe Hamm et est la seule femme en classe de direction d'orchestre de Felix Weingartner.   
À partir de 1946, Madeleine Will enseigne au Conservatoire de Mulhouse, l'orgue, l'écriture, l'harmonie, le contrepoint et l'histoire de la musique. Elle y mène toute sa carrière, jusqu'à sa retraite en 1979, formant ainsi de nombreux musiciens, parmi lesquels André Stricker, Agnès Candau, Daniel Maurer, Frédéric Humber ou Pascal Reber.   
Elle est maître de chapelle et titulaire des orgues du Temple Saint-Étienne de Mulhouse durant 55 ans, et dirige des musiques de scène au Théâtre alsacien de Mulhouse. Après avoir tenu le continuo du Chant sacré de Mulhouse, elle dirige le chœur et l'orchestre de la société à compter de 1952, marquant de son empreinte la vie musicale locale. Pour le théâtre alsacien, elle écrit notamment les musiques de S'Himmelschlissele, pastorale créée en octobre 1934, de S'Dornreesle en 1936, et S'Musikantelorele.                  
Elle passe les dernières années de sa vie en résidence à Mulhouse, où elle fête son centenaire et un peu plus,, et meurt le 1er janvier 2012,.         
Comme compositrice, Madeleine Will s'inscrit dans une esthétique tonale et modale. Elle est l'autrice de nombreuses pièces pour orgue, près de 300 préludes, des chorals, des psaumes, des préludes et fugues, de la musique de chambre, des sonatines pour instrument seul ou avec piano, des suites, des divertimentos, des sinfonias et des concertinos ou concertos.      
Beaucoup de ses œuvres sont manuscrites et ne sont pas éditées, mais sont conservées à la bibliothèque humaniste de Sélestat.

## Œuvres
Parmi ses compositions figurent notamment :
- Cantate de Noël, 1933
- Symphonie concertante pour deux altos et orchestre, 1938
- Divertissement pour cuivres et cordes, donné en septembre 1946 à Paris par l'orchestre municipal de Mulhouse dirigé par Ernest Bour
- Divertissement pour hautbois et cordes, radiodiffusée en 1949 sous la direction de Louis Martin
- Concerto pour violoncelle et cordes, créé en mars 1961 à l'école normale de musique de Paris par Hugues Becker et l'ensemble féminin Pro Musica sous la direction de Claudie Chevallier
- Messe, créée en 1962
- Concerto grosso, 1967
- Concertino pour clavecin et orchestre, 1969